# بيت الصانع (أرحب)

تعديل مصدري - تعديل

بيت الصانع هي إحدى قرى عزلة عيال عبد الله بمديرية أرحب التابعة لمحافظة صنعاء، بلغ تعداد سكانها 86 نسمة حسب تعداد اليمن لعام 2004.